# Pieter Burman den yngre
Pieter Burman, född 23 oktober 1713 i Amsterdam, död 24 juni 1778 i Santhorst vid Wassenaar, var en nederländsk klassisk filolog. Han var son till Frans Burman (1671–1719), brorson till Pieter Burman den äldre samt bror till Johannes Burman och Frans Burman (1708–1793). 
Burman blev professor i historia vid universitetet i Franeker 1736 och vid Athenaeum Illustre i Amsterdam 1744. Bland Burmans skrifter märks en kommenterad upplaga av Anthologia latina (1773), samt textupplagor av Aristofanes, Claudianus med flera. En av hans lärjungar var Jeronimo de Bosch.